# Textures
Textures es una banda neerlandesa de metal progresivo, formada en 2001. La alineación de textures gira en torno a los miembros fundadores Jochem Jacobs, Stef Broks, Bart Hennephof, y el bajista Remko Tielemans que se unió en 2007. Desde 2010, el vocalista Daniel De Jongh y el tecladista Uri Dijk han estado con la banda, en 2013 el guitarrista y miembro fundador Jochem Jacobs decide abandonar la banda por lo cual es sustituido por el guitarrista Joe Tal de la banda de metal progresivo Illucinoma
La banda toca un estilo complejo e innovador, influenciado por el metal progresivo, metalcore, death metal técnico y groove metal. También incorporan interludios melódicos y experimentan con una amplia gama de atmósferas electrónicas. En su primer lanzamiento, Polars, trabajaron con sonidos ambient, los cuales fusionarían con acordes de guitarra de forma más estrecha en sus álbumes posteriores.
Textures lanza su álbum debut "Polars" con el sello "Listenable" que ganó un premio de Essent para "álbum más prometedor" en 2004. Desde entonces, la banda lanzó dos álbumes más con Listenable Records los cuales son "Drawing Circles" lanzado en 2006 y "Silhouettes" lanzado en 2008 después de firmar con nuclear Blast Records donde en 2011 lanzan "Dualism" 
La banda recientemente dio su primera concierto en la India, co-cabeza de cartel del Festival de Rock Deccan en Bangalore el 5 de diciembre de 2009, junto con Amon Amarth. La banda regresó a la India en octubre de 2010, actuando en Nueva Delhi en el festival anual del Instituto Indio de Tecnología de Delhi, Rendezvous 2010, actualmente la banda dio a conocer que están trabajando en un nuevo álbum el cual lleva por título "Phenotype" y será producido por el exguitarrista de la banda Jochem Jacobs el cual fue lanzado el 5 de febrero de 2016. 
La banda anunció su separación en mayo de 2017.

## Historia

### Formación y Polars (2001-2003)
En 2001, los guitarristas Jochem Jacobs, Bart Hennephof, el baterista Stef Broks, el bajista Dennis Aarts y el tecladista maestro Richard Rietdijk formaron la banda y se unió el vocalista Rom De Leeuw poco después de un año De Leeuw decide abandonar la banda en 2002 por lo que es remplazado con Pieter Verpaalen para grabar el álbum debut "Polars" con el sello "Listenable". El álbum fue producido completamente por ellos mismos, con la mezcla y la grabación realizada por Jacobs y la obra de arte realizada por Hennephof.
El nombre "textures" fue acuñado por Stef Broks como un indicador de la utilización de muchas capas de sonidos en sus canciones, así como la mezcla de diferentes orígenes y gustos musicales, así como diferentes personalidades de los miembros de la banda también.

## Drawing Circles y Silhouettes (2004–2008)
El vocalista Pieter Verpaalen fue reemplazado por Eric Kalsbeek para su segundo álbum, Drawing Circles, publicado el 17 de octubre de 2006. Se grabó el vídeo musical de la canción "Millstone". En apoyo del álbum, Textures salió de gira con bandas como The Ocean, Gojira y Arch Enemy y culminó en una gira por Europa con All That Remains y Misery Signals más las nominaciones en tres categorías de los Premios XS vivo de Holanda.

### Cambio de formación y Dualism (2009-2017)
Después de 6 años, el cantante Eric Kalsbeek anunció su salida de la banda alegando la falta de tiempo personal y su capacidad para continuar con la banda. En marzo de 2010, Daniel de Jongh (ex-Cilice) se unió a la banda como reemplazo. Debido al cambio de cantante, el lanzamiento del siguiente álbum fue aplazado hasta principios de 2011.
Poco después de que Daniel de Jongh fue anunciado como el nuevo cantante, el tecladista Richard Rietdijk dejó la banda. Fue reemplazado por Uri Dijk, originalmente como músico en vivo y, finalmente, como miembro permanente en septiembre de 2010.
El 27 de enero de 2011, la banda anunció en su página web oficial que entró al estudio para comenzar la grabación de su cuarto álbum de estudio, con la siguiente declaración:
""Hemos empezado a grabar nuestro cuarto álbum en Split Second Sound Studios en
Ámsterdam, Países Bajos. El álbum será producido por el guitarrista de textures Jacobs Jochem, que también fue responsable de la producción de los álbumes anteriores de textures.""

El guitarrista y productor Jacobs describe el progreso en la grabación del álbum como:
""Es todo muy emocionante! Este álbum realmente va a expresar el lugar y en lo que estamos en estos días .... Y eso es una bueno. Hemos pasado por mucho últimamente, sobre todo el último año. Ahora, con nuevas ideas y aire fresco, por fin llegamos al punto en el que en realidad estamos .... A veces usted sólo tiene que arrastrarse por el barro primero para llegar al terreno seco. Estamos en medio de la pre-producción ahora, pondremos nuestros culos en la marcha ... para crear a este bebé. Es un poco divertido ver a esta banda crezca más y más y para continuar este viaje musical que hemos estado durante 10 años! Vamos a hacer que esta cosa pesada!""
En marzo de 2011 la banda lanzó su primer podcast que cubre el regreso de la banda al estudio para grabar su cuarto álbum. El nuevo álbum está siendo grabado en Split Second Sound Studios en Ámsterdam, Países Bajos. Jacobs y Broks confirman que el nuevo álbum saldrá a la venta en el otoño de 2011 con Nuclear Blast Records. En mayo de 2011, la banda confirmó su primer lanzamiento a nivel europeo en el Festival de Euroblast en Colonia, Alemania en octubre junto Chimp Spanner.
El 11 de mayo de 2011, el guitarrista Jacobs fue adjudicado como el mejor guitarrista holandés en los premios en la Gala Duiveltjes van de Pop Muziek 2011 organizado por Muziek Centrum Nederland, superando a Anne Soldaat y Mircetic Vedran.
El 14 de julio se anunció Que El Sucesor de "Silhouettes" se titula "Dualism". El listado de Obras de Arte se dio a conocer en la página oficial de Facebook y Textures.com, el álbum fue Lanzado El 23 de septiembre en Europa, Sudamérica y Asia, Mientras Que en Norteamérica fue el 27 de septiembre a través de nuclear Blast Records.
El primer sencillo del álbum "Reaching Home" fue lanzado junto con un video musical.
En septiembre de 2011, Textures se embarcó en el "The Frak The Gods Tour", junto con la periphery y The Human Abstract en apoyo de su nuevoálbum. En esta gira Textures toco por primera vez en los Estados Unidos,  en 2013 Jochem Jacobs decide dejar textures por lo cual es sustituido por Joe Tal, en 2014 la banda dio una gira para conmemorar el décimo aniversario de su álbum debut "Polars", en 2015 la banda anunció que están trabajando en el sucesor de "Dualism" que llevara por nombre "Phenotype" el cual fue lanzado en 2016.
La banda anunció en mayo de 2017 su separación definitiva y ofreció un show final en diciembre del mismo año.
Tras 6 años fuera de las pistas, inesperadamente, Textures anuncia su regreso en octubre del 2023.

## Miembros

### Miembros finales
- Bart Hennephof — guitarra, coros (2001–2017)
- Stef Broks — batería (2001–2017)
- Remko Tielemans — bajo, coros (2007–2017)
- Daniël de Jongh — voz (2010–2017)
- Uri Dijk — teclado (2010–2017)
- Joe Tal — guitarra (2013–2017)

### Miembros anteriores
- Rom De Leeuw — voz (2001–2002)
- Richard Rietdijk — teclado (2001–2010)
- Dennis Aarts — bajo (2001–2007)
- Pieter Verpaalen — voz (2002–2004)
- Eric Kalsbeek — voz (2004–2010)
- Jochem Jacobs — guitarra, coros (2001-2013)

## Discografía
- Polars (2003)
- Drawing Circles (2006)
- Silhouettes (2008)
- Dualism (2011)
- Phenotype (2016)